# Anancus
Anancus és un proboscidi extint. Aquest gènere inclou diverses espècies que visqueren entre el Miocè superior i el Plistocè mitjà.
Anancus mesurava cinc metres de llarg i tres metres d'alçada i pesava 6.000 kg. Tenia les potes relativament curtes en comparació amb els elefants, així com uns ullals enormes que sobresurtien entre tres i quatre metres. Probablement vivia en boscos, on s'alimentava de fulles d'arbres i arbustos.
Se n'han trobat restes fòssils a Àfrica, Àsia i Europa.